# Laura Bach
Laura Sofia Bach (n. 25 aprilie 1979) este o actriță daneză.

## Date biografice
Laura Sofia Bach s-a născut în anul 1979 în Danemarca, primul angjament îl primește în anul 2004 de la tetrele  Gladsaxe și  Aarhus. În cinematogrfie debutează în anul 2005 cu filmul Danmarks sjoveste mand. Prin serialul polițist Ørnen: En krimi-odyssé devine mai cunoscută.

## Filmografie
- Sandheden om mænd (2010)
- Himmerland (2008)
- No Right Turn (2006)
- Grønne hjerter (2006)
- Den som dræber (2010)